# Andrena hirticornis
Andrena hirticornis är en biart som beskrevs av Pérez 1895. Andrena hirticornis ingår i släktet sandbin, och familjen grävbin. Inga underarter finns listade i Catalogue of Life.